# Wilhelm Nigrinus
Wilhelm Nigrinus (latinsky, také německy Schwartze; 28. května 1588, Kadaň – 23. září 1638, Wittenberg) byl luteránský teolog, rektor univerzity ve Wittenbergu, spisovatel a pobělohorský exulant.

## Život
Nigrinus byl synem měšťana Sebastiana Schwartzeho († 1613) a jeho manželky Barbary, dcery radního v Mostě. Do devíti let byl vzděláván soukromými domácími učiteli. Následně navštěvoval různé školy, např. v Annabergu, Ostrově nad Ohří, v německém Cvikově či Horním Slavkově. Se svým bratrem Martinem odešel dne 21. června 1606 na univerzitu ve Wittenbergu. Tam Wilhelm studoval dalších sedm let, ale po smrti svého otce se vrátil do rodného města. V Čechách napsal v roce 1617 své pojednání De legis impletione. Krátký čas byl učitelem v Prunéřově; v roce 1616 získal místo rektora na německé pedagogice v Praze, v roce 1619 zvažoval vyučování na luterské univerzitě. V roce 1625, v době třicetileté války, byl kvůli rekatolizaci přinucen k emigraci a jako exulant se s celou svou rodinou uchýlil do svého dřívějšího působiště, do Wittenbergu.
Tam se, dne 13. února 1629, stal adjunktem filozofické fakulty; dne 26. března 1629 získal titul magistra, přičemž zkoušku složil tak dobře, že počátkem následujícího roku byl přijat jako profesor praktické filozofie. Jeho přednášky se zabývaly teoriemi ctnosti (aretalogie) a štěstí. V letech 1633 a 1637 řídil děkanství umělecké fakulty a v roce své smrti (1638) byl rektorem wittenberské univerzity. Dne 6. srpna dostal horečku, která spolu s epileptickými záchvaty urychlila jeho smrt. Pohřeb se konal dne 27. září 1638; jeho ostatky byly uloženy v zámeckém kostele ve Wittenbergu.

## Rodina
- Nigrinus se 1. února 1620 oženil v Kadani s Ludmillou Schönhöferovou. Z jedenáctiletého manželství pocházely dcery Elisabeth a Barbara (ta zemřela ve věku čtyř týdnů). Druhou svatbu uzavřel Wilhelm ve Wittenbergu dne 24. dubna 1632 s Elisabeth Lenz († 1636), vdovou po Petru Müllerovi; děti z druhého manželství Johann Wilhelm a Maria Sybilla zemřely v raném věku. Třetí manželství bylo uzavřeno dne 13. června 1637 s vdovou Marií Crügerovou († 21. prosince 1663, Wittenberg), z jejich ročního manželství pocházela dcera Christina Nigrinus.

- Bartholomäus Nigrinus, pastor ve Vratislavi a Gdaňsku, může byli další příbuzný kadaňské rodiny Nigrinusů.

## Digitalizovaná díla
Některá díla Wilhelma Nigrinuse, jež se většinou nacházejí v knihovně M. Luthera ve Wittenberku, byla zpřístupněna veřejnosti v elektronické podobě (včetně disputací a disertací). Jedná se o tyto spisy:
- Papisticus scripturae sacrae contemtus, seu religionis pontificiae falsitas ... [online].  Wittenberg:  1629 [cit. 2023-06-27]. Dostupné online.
- Illustrium Quaestionum Ethicarum Dodecas [online].  Wittenberg:  1635 [cit. 2023-06-27]. Dostupné online.
- Enneas Quaestionum Ethicarum [online].  Wittenberg:  1636 [cit. 2023-06-27]. Dostupné online.
- Exercitatio Moralis De Virtutibus Homiliticis [online].  Wittenberg:  1636 [cit. 2023-06-27]. Dostupné online.
- Quaestionum Illustrium Ethicarum [online].  Wittenberg:  1636 [cit. 2023-06-27]. Dostupné online.

### Disertace
- Dissertatio Ethica De Summo Bono... [online].  Wittenberg:  1635 [cit. 2023-06-17]. Dostupné online.
- Dissertatio Philosophica De Amicitia [online].  Wittenberg:  1637 [cit. 2023-06-27]. Dostupné online.

### Disputace
- Disputationum Ethicarum X. De Virtute Heroica, & Virtutibus Imperfectis [online].  Wittenberg:  1611 [cit. 2023-06-27]. Dostupné online.
- Partitionum Theologicarum Disputatio XXXIV. De Invocatione, Ieiunio, Voto Et Iuramento [online].  Wittenberg:  1611 [cit. 2023-06-27]. Dostupné online.
- Disputatio Ethica De Temperantia [online].  Wittenberg:  1637 [cit. 2023-06-27]. Dostupné online.
- Disputatio Historico-Politica De Translatione Romani Imperii A Graecis Ad Germanos Et De Institutione Collegii Electoralis [online].  Wittenberg:  1631 [cit. 2023-06-27]. Dostupné online.
- Disputatio X. synodologikē, eaque VII. Specialis, & prior de Synodo Chalcedonensi, Oecumenica IV. De Actis Rebusque Gestis Synodi ... [online].  Wittenberg:  1613 [cit. 2023-06-27]. Dostupné online.